# K.d. lang
k.d. lang, pseudonimo di Kathryn Dawn Lang (Edmonton, 2 novembre 1961), è una cantautrice canadese.
Nel corso della sua carriera ha pubblicato tre album insieme al suo gruppo The Reclines (scritto anche The Re-Clines), quindi due album di cover, Drag e Hymns of the 49th Parallel, rispettivamente del 1997 e del 2004 e 9 album da solista. Ha vinto sia il Juno Award che il Grammy Award. Ha più volte duettato con colleghi d'eccezione, quali Roy Orbison, Tony Bennett, Jane Siberry e Anne Murray.

## Biografia
Lang nasce a Edmonton, in Alberta, da Audrey e Adam Frederick Lang. All'età di nove anni, si trasferisce con la famiglia a Consort, in Alberta, dove cresce con le due sorelle e il fratello maggiore. 
Una volta finita la scuola secondaria, la Lang frequenta il Red Deer College, dove rimane affascinata dalla vita e le opere di Patsy Cline e decide che formerà la sua carriera sulle basi della musica country, diventando una cantante. Nel 1983 crea una band chiamata The Reclines, inizialmente pensata come forma di tributo alla musica di Cline, e registra il suo primo CD, Friday Dance Promenade. Nell'agosto 1984, la Lang viene invitata ad esibirsi al World Science Fair nella città di Tsukuba, in Giappone.
Nel 1985 si esibisce in Canada con i suoi singoli più interessanti. Questa esibizione le ha valso il Juno Awards, come migliore cantante country emergente. Ne vincerà altri otto. Nel 1986, firma un contratto con un produttore musicale di Nashville, in Tennessee, e l'anno seguente riceve critiche positive per il suo nuovo album, Angel with a Lariat, prodotto da Dave Edmunds, che con singoli come Rose Garden scala le classifiche di vendita. Nello stesso anno duetta con Roy Orbison nella canzone Crying inserita nella colonna sonora del film Hiding Out. Due anni più tardi inizia la realizzazione dell'album Shadowland, prodotto da Owen Bradley. In quell'anno interpreta anche Turn Me Round alla cerimonia di chiusura delle quindicesime Olimpiadi Invernali di Calgary e canta con Jennifer Warnes e Bonnie Raitt per lo speciale televisivo di Roy Orbison Roy Orbison and Friends, a Black and White Night.
Nel 1989 vince il prestigioso Grammy Award per la migliore interpretazione country femminile grazie al suo nuovo album Absolute Torch and Twang. Il brano Full Moon Full of Love diventa una grande hit negli USA durante l'estate di quell'anno, e scala la classifiche posizionandosi al primo posto nella RPM Country chart. La popolarità della cantante cresce al punto da essere scelta da Percy Adlon come protagonista del film Salmonberries - A piedi nudi nella neve, accanto a Rosel Zech. Il film ottiene grandi riscontri dalla critica, mentre il pubblico è più tiepido, specialmente in Europa. La Lang ha firmato la colonna sonora della pellicola, e la canzone Barefoot viene pubblicata anche come singolo.

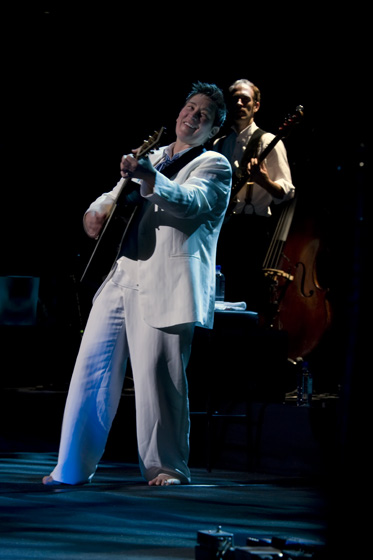
Lang in concerto a Melbourne, 2008

Nel 1992 realizza quello che è considerato il suo album meglio riuscito, nonché il più famoso a livello internazionale, Ingénue, che impone la Lang oltreoceano. La ballata Constant Craving, singolo che le farà vincere un secondo Grammy Award per la migliore interpretazione femminile, è uno dei cavalli di battaglia dell'artista, spesso proposta nelle tournée. L'anno seguente è invitata da Gus Van Sant a firmare la colonna sonora del film Cowgirl - Il nuovo sesso (Even Cowgirls get the Blues), interpretato da Uma Thurman. Le musiche, scritte e interpretate con la collaborazione di Ben Mink, saranno raccolte nell'album omonimo. Lo stesso anno appare sulla copertina di Vanity Fair, assieme alla modella Cindy Crawford.
Realizza in seguito una cover di Skylark. Nel 1997 interpreta Surrender per il film Il domani non muore mai, per la serie di James Bond, interpretato da Pierce Brosnan. Alla fine degli anni Novanta si concede un ritorno sul grande schermo. Compare infatti nel film The Eye - Lo sguardo del 1999, accanto a Ewan McGregor. Ha anche partecipato all'album Duets di Elton John dove interpreta Teardrops. Hain't it Funny, dell'album Drag, è la canzone che chiude il film Parla con lei di Pedro Almodóvar. Nel 2006 interpreta la canzone Love for sale nel film di Brian De Palma Black Dahlia.
Nel 2010 prosegue la sua carriera discografica con Recollection e interpreta Hallelujah, di Leonard Cohen, alla cerimonia di apertura della Olimpiadi Invernali a Vancouver. Nel 2011 realizza un nuovo album di inediti, Sing it loud, con la sua nuova band, Siss Boom Bang. Questo disco segna il ritorno della cantante al fianco di una sua band, vent'anni dopo i Reclines. Il primo singolo estratto è I confess. Per la televisione è apparsa come guest star nel Christmas Special del programma Pee Wee's Playhouse, dove si esibisce con la canzone Jingle Bell Rock, e nel ruolo di se stessa negli episodi 15 e 23 della terza stagione della fortunata sit-com Dharma & Greg.

## Vita privata
k.d. Lang ha fatto coming out dichiarandosi lesbica nel giugno del 1992 in un'intervista per la rivista LGBT The Advocate. Ha sempre dimostrato impegno e attivismo per i diritti degli omosessuali, degli animali e dei diritti umani in Tibet.

## Discografia
- 1984 - A Truly Western Experience
- 1987 - Angel with a Lariat
- 1988 - Shadowland
- 1989 - Absolute Torch and Twang
- 1992 - Ingénue
- 1993 - Even Cowgirls Get the Blues (colonna sonora del film Cowgirl - Il nuovo sesso)
- 1995 - All You Can Eat
- 1997 - Drag
- 2000 - Invincible Summer
- 2001 - Live by Request
- 2002 - A Wonderful World con Tony Bennett
- 2004 - Hymns of the 49th Parallel
- 2006 - Reintarnation
- 2008 - Watershed
- 2010 - Recollection
- 2011 - Sing it loud
- 2016 - Case/Lang/Veirs con Neko Case e Laura Veirs

## Filmografia

### Cinema
- Salmonberries - A piedi nudi nella neve (Salmonberries), regia di Percy Adlon (1991)
- Natural Selection (Teresa's Tattoo), regia di Julie Cypher (1994)
- The Eye - Lo sguardo (Eye of the Beholder), regia di Stephan Elliott (1999)
- Black Dahlia (The Black Dahlia), regia di Brian De Palma (2006)

### Televisione
- Ellen – serie TV, episodio 4x22 (1997)
- L'ultimo padrino (The Last Don) – miniserie TV, episodi 1x02-1x03 (1997)
- Dharma & Greg – serie TV, episodi 3x15, 3x23 (2000)
- How I Met Your Mother – serie TV, episodio 8x15 (2013)

## Premi e nomination
- 1989 - Grammy Award — Best Country Vocal Collaboration per il brano Crying;
- 1990 - Grammy Award — Best Female Country Vocal Performance per l'album Absolute Torch and Twang;
- 1993 - Grammy Award — Best Female Pop Vocal Performance per il singolo Constant Craving;
- 1993 - Grammy Award nomination — Canzone dell'anno per il singolo Constant Craving;
- 1993 - Grammy Award nomination — Successo dell'anno per il singolo Constant Craving;
- 1993 - Grammy Award nomination — Album dell'anno per l'album Ingenue;
- 1994 - Grammy Award nomination — Best Female Pop Vocal Performance per Miss Chatelaine;
- 1995 - Grammy Award nomination — Best Pop Collaboration with Vocals per Moonglow (duetto con Tony Bennett);
- 2003 - Grammy Award nomination — Best Pop Collaboration with Vocals per What a Wonderful World (duetto con Tony Bennett);
- 2004 - Grammy Award — Best Traditional Pop Vocal Album per A Wonderful World;
- 2004 - Grammy Award nomination — Best Pop Collaboration with Vocals per La vie en rose (duetto con Tony Bennett);